# 大峪街道
大峪街道，是中华人民共和国北京市门头沟区下辖的一个街道办事处。

## 行政区划
大峪街道下辖以下地区：
德露苑社区、月季园东里社区、月季园一区社区、月季园二区社区、新桥南大街社区、双峪社区、向阳社区、向阳东里社区、龙泉花园社区、剧场东街社区、增产路社区、龙门河滩社区、黑山西街社区、黑山南区社区、由字房社区、建东社区、新自建社区、坡头西街社区、南路一社区、南路二社区、峪园社区、永新社区、桃园社区、增产路东区社区、黑山东区社区、新桥社区、新桥西区社区、大峪街社区、承泽苑社区、中门花园社区、绿岛家园社区、绮霞苑社区、滨河西区社区和葡东社区。